# Unterseeboot 357
Le Unterseeboot 357 (ou U-357) est un sous-marin allemand (U-Boot) de type VII.C utilisé par la Kriegsmarine (marine de guerre allemande) pendant la Seconde Guerre mondiale.

## Construction
L'U-357 est un sous-marin océanique de type VII C. Construit dans les chantiers de Flensburger Schiffbau-Gesellschaft à Flensbourg, la quille du U-357 est posée le 19 mai 1940 et il est lancé le 31 mars 1942. L'U-357 entre en service deux mois et demi plus tard.

## Historique
Mis en service le 18 juin 1942, l'Unterseeboot 357 et son équipage effectuent leur temps d'entraînement initial à Danzig sous les ordres du Kapitänleutnant Adolf Kellner dans la 8. Unterseebootsflottille jusqu'au 30 novembre 1942, puis l'U-357 rejoint son unité de combat dans la 6. Unterseebootsflottille à la base sous-marine de Saint-Nazaire, qu'il n'atteindra jamais.
Pour sa première patrouille, l'U-357 appareille de Kiel le 15 décembre 1942. Après douze jours en mer, l'U-357 est coulé le 26 décembre 1942 dans l'Atlantique Nord au nord-ouest de l'Irlande à la position géographique de 57° 10′ N, 15° 40′ O par des charges de profondeur lancées des destroyers britanniques HMS Hesperus et HMS Vanessa. 
Trente-six des quarante-deux membres d'équipage meurent dans cette attaque ; il y a six survivants.

## Affectations
- 8. Unterseebootsflottille à Danzig du 18 juin au 30 novembre 1942 (entrainement).
- 6. Unterseebootsflottille à Saint-Nazaire du 1er décembre au 26 décembre 1942 (service actif).

## Commandements
- Kapitänleutnant Adolf Kellner du 18 juin au 26 décembre 1942

## Patrouilles
|       | Commandant           | Départ           | Départ | Arrivée          | Arrivée | Jours    | Succès |
| ----- | -------------------- | ---------------- | ------ | ---------------- | ------- | -------- | ------ |
| 1     | Kptlt. Adolf Kellner | 15 décembre 1942 | Kiel   | 26 décembre 1942 | Coulé   | 12 jours |        |
| Total | Total                | Total            | Total  | Total            | Total   | 12 jours | 0 t    |

Note : Kptlt. = Kapitänleutnant 

### Opérations Wolfpack
L'U-357 n'a pas opéré avec les Wolfpacks (meute de loups) durant sa carrière opérationnelle.

## Navires coulés
L'Unterseeboot 357 n'a ni coulé, ni endommagé de navire ennemi au cours de l'unique patrouille (Modèle:Or en mer) qu'il effectua.

### Source et bibliographie
- (en) Cet article est partiellement ou en totalité issu de l’article de Wikipédia en anglais intitulé « German submarine U-357 » (voir la liste des auteurs).
- Chris Bishop, historien militaire (trad. de l'anglais par Christian Muguet), Les sous-marins de la Kriegsmarine : 1939-1945 : le guide d'identification des sous-marins [« The spellmount submarine identification guide : Kriegsmarine U-boats 1939-1945 »], Paris, Éd. de Lodi, 2008, 192 p. (ISBN 978-2-84690-327-1, OCLC 470721805, BNF 41298980)